# カスター郡 (モンタナ州)
カスター郡（英: Custer County）は、アメリカ合衆国モンタナ州の南東部に位置する郡である。2010年国勢調査での人口は11,699人であり、2000年の11,696人からほとんど変わらなかった。郡庁所在地はマイルズシティ市（人口8,410人）であり、同郡で人口最大の自治体でもある。郡名はアメリカ陸軍の軍人ジョージ・アームストロング・カスターに因んで名付けられた。

## 地理
アメリカ合衆国国勢調査局に拠れば、郡域全面積は3,793平方マイル (9,823.8 km2)であり、このうち陸地は3,783平方マイル (9,797.9 km2)、水域は10平方マイル (25.9 km2)で水域率は0.27％である。

### 主要高規格道路
- 州間高速道路94号線
- アメリカ国道12号線
- アメリカ国道212号線
- モンタナ州道59号線

### 隣接する郡
- プレーリー郡 - 北
- ファロン郡 - 東
- カーター郡 - 南東
- パウダーリバー郡 - 南
- ローズバッド郡 - 西
- ガーフィールド郡 - 北西

## 経済
カスター郡の主な収入源は牛の放牧と乾燥地農業から得られるものが大きい。マイルズシティ市は四方100マイル (160 km) に広がる地域の商業中心である。2009年時点での大規模雇用主はホーリー・ローザリー健康管理、サンジェルUSA、ストックマン銀行およびウォルマートである。

## 人口動態
以下は2000年国勢調査による人口統計データである。
| 基礎データ - 人口: 11,696人 - 世帯数: 4,768 世帯 - 家族数: 3,089 家族 - 人口密度: 1人/km2（3人/mi2） - 住居数: 5,360軒 - 住居密度: 1軒/km2（1軒/mi2） 人種別人口構成 - 白人: 97.02% - アフリカン・アメリカン: 0.09% - ネイティブ・アメリカン: 1.27% - アジア人: 0.26% - 太平洋諸島系: 0.05% - その他の人種: 0.34% - 混血: 0.97% - ヒスパニック・ラテン系: 1.51% 先祖による構成 - ドイツ系：34.3％ - ノルウェー系：12.0％ - イギリス系：8.4％ - アイルランド系：8.3％ - アメリカ人：5.4％ 言語による構成 - 英語：96.8％ - スペイン語：1.5％ - ドイツ語：1.2％ 年齢別人口構成 - 18歳未満: 25.1% - 18-24歳: 8.4% - 25-44歳: 25.6% - 45-64歳: 23.8% - 65歳以上: 17.1% - 年齢の中央値: 39歳 - 性比（女性100人あたり男性の人口） - 総人口: 95.8 - 18歳以上: 91.2 | 世帯と家族（対世帯数） - 18歳未満の子供がいる: 30.4% - 結婚・同居している夫婦: 51.1% - 未婚・離婚・死別女性が世帯主: 10.0% - 非家族世帯: 35.2% - 単身世帯: 29.9% - 65歳以上の老人1人暮らし: 12.3% - 平均構成人数 - 世帯: 2.36人 - 家族: 2.94人 収入と家計 - 収入の中央値 - 世帯: 30,000米ドル - 家族: 38,779米ドル - 性別 - 男性: 27,857米ドル - 女性: 18,343米ドル - 人口1人あたり収入: 15,876米ドル - 貧困線以下 - 対人口: 15.1% - 対家族数: 10.1% - 18歳未満: 18.1% - 65歳以上: 9.1% |

## 都市と町

### 都市

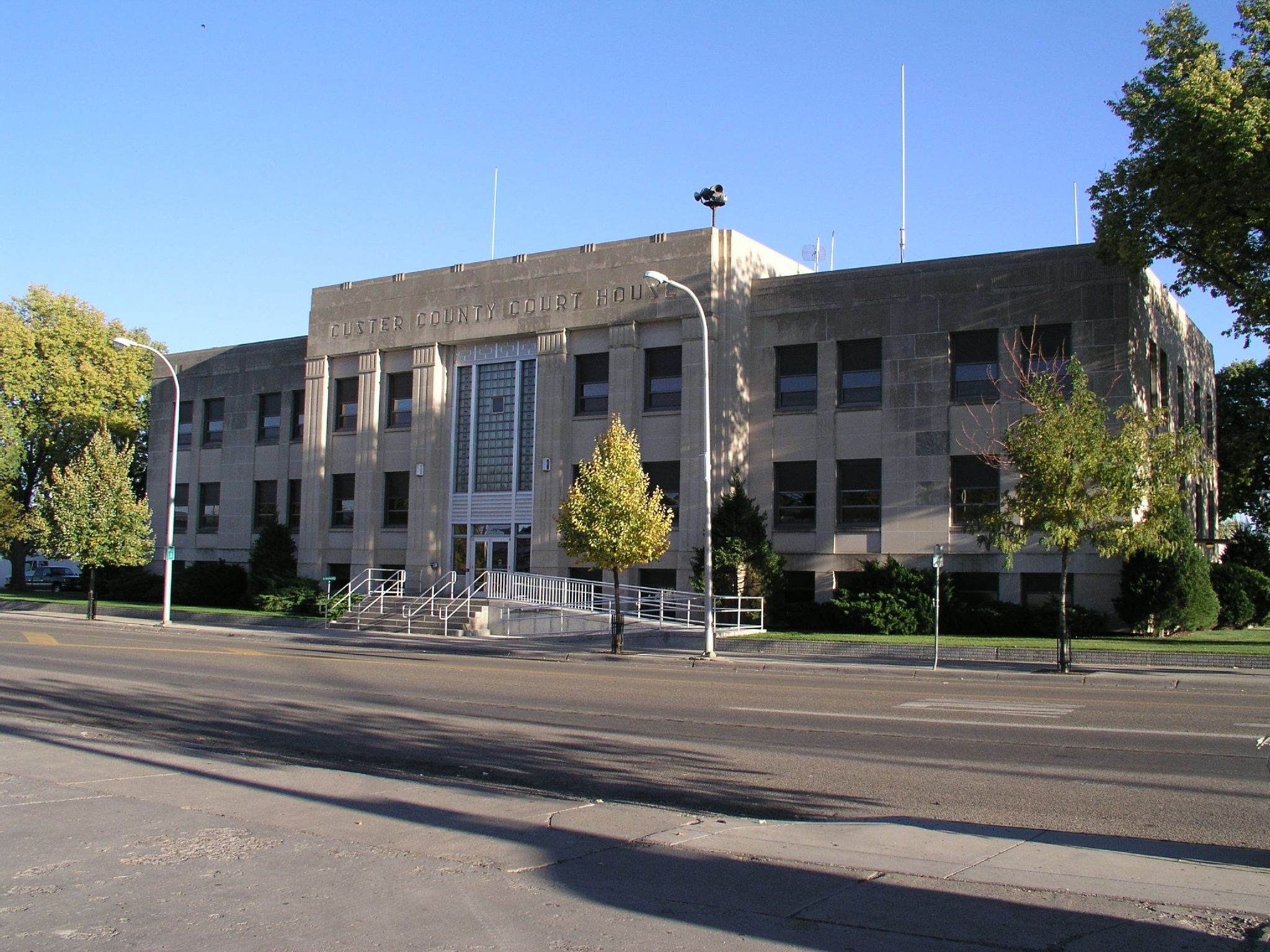
マイルズシティにあるカスター郡庁舎

- マイルズシティ - 郡庁所在地

### 町
- イズメイ

### その他の町
- ボルボーグ
- キンゼー